# Högön, Larsmo
Högön är en ö i Finland. Den ligger i Bottenviken och i kommunen Larsmo i den ekonomiska regionen  Jakobstadsregionen i landskapet Österbotten, i den nordvästra delen av landet. Ön ligger omkring 87 kilometer nordöst om Vasa och omkring 420 kilometer norr om Helsingfors.
Öns area är 92,9 hektar och dess största längd är 1,8 kilometer i nord-sydlig riktning. Ön höjer sig omkring 10 meter över havsytan.